# العلاقات الإستونية الفرنسية
العلاقات الإستونية الفرنسية هي العلاقات الثنائية التي تجمع بين إستونيا وفرنسا.

## مقارنة بين البلدين
هذه مقارنة عامة ومرجعية للدولتين:
| وجه المقارنة                                              | إستونيا                                                                             | فرنسا                                                    |
| --------------------------------------------------------- | ----------------------------------------------------------------------------------- | -------------------------------------------------------- |
| المساحة (كم2)                                             | 45.34 ألف                                                                           | 643.80 ألف                                               |
| عدد السكان (نسمة)                                         | 1.32 مليون                                                                          | 67.12 مليون                                              |
| الكثافة السكانية (ن./كم²)                                 | 29.11                                                                               | 104.26                                                   |
| العاصمة                                                   | تالين                                                                               | باريس                                                    |
| اللغة الرسمية                                             | اللغة الإستونية                                                                     | لغة فرنسية                                               |
| العملة                                                    | يورو، كرون إستوني، كرون إستوني، المارك الإستوني                                     | يورو، فرنك س ف ب، فرنك فرنسي، Livre tournois ‏            |
| الناتج المحلي الإجمالي (بليون دولار)                      | 25.92 مليار                                                                         | 2.58 تريليون                                             |
| الناتج المحلي الإجمالي (تعادل القوة الشرائية) بليون دولار | 38.11 مليار                                                                         | 2.87 تريليون                                             |
| الناتج المحلي الإجمالي الاسمي للفرد دولار أمريكي          | 17.79 ألف                                                                           | 36.20 ألف                                                |
| الناتج المحلي الإجمالي للفرد دولار أمريكي                 | 28.14 ألف                                                                           | 39.33 ألف                                                |
| مؤشر التنمية البشرية                                      | 0.871                                                                               | 0.888                                                    |
| رمز المكالمات الدولي                                      | +372                                                                                | +33                                                      |
| رمز الإنترنت                                              | .ee                                                                                 | .fr، .bzh ‏، .tf، .re، .wf، .yt، .pm، .paris              |
| المنطقة الزمنية                                           | ت ع م+02:00، ت ع م+03:00، توقيت شرق أوروبا، أوروبا/تالين ‏، توقيت شرق أوروبا الصيفي ‏ | أوروبا/باريس ‏، توقيت وسط أوروبا، توقيت وسط أوروبا الصيفي |

## مدن متوأمة
في ما يلي قائمة باتفاقيات التوأمة بين مدن إستونية وفرنسية:
- ترتبط فورو (بلدة) مع شامبرا لا تور [الإنجليزية]‏ باتفاقية توأمة.
- ترتبط تالين مع قرقشونة باتفاقية توأمة منذ 1955.[18][19][20][19]

## منظمات دولية مشتركة
يشترك البلدان في عضوية مجموعة من المنظمات الدولية، منها:
| علم المنظمة | اسم المنظمة                               | تاريخ انضمام إستونيا | تاريخ انضمام فرنسا |
| ----------- | ----------------------------------------- | -------------------- | ------------------ |
|             | الاتحاد الأوروبي                          | 1 مايو 2004          | 25 مارس 1957       |
|             | وكالة ضمان الاستثمار متعدد الأطراف        | 24 سبتمبر 1992       | 28 ديسمبر 1989     |
|             | منظمة التعاون الاقتصادي والتنمية          | ?                    | 7 أغسطس 1961       |
|             | الأمم المتحدة                             | 17 سبتمبر 1991       | 24 أكتوبر 1945     |
|             | الوكالة الدولية للطاقة                    | ?                    | ?                  |
|             | الفريق المعني برصد الأرض                  | ?                    | ?                  |
|             | مركز تنسيق الحركة في أوروبا ‏              | ?                    | ?                  |
|             | منظمة حظر الأسلحة الكيميائية              | ?                    | ?                  |
|             | منظمة التجارة العالمية                    | ?                    | 1995               |
|             | منظمة الشرطة الجنائية الدولية             | ?                    | ?                  |
|             | منظمة الأمن والتعاون في أوروبا            | 10 سبتمبر 1991       | 25 يونيو 1973      |
|             | مؤسسة التنمية الدولية                     | 11 أكتوبر 2008       | 30 ديسمبر 1960     |
|             | حلف شمال الأطلسي                          | 29 مارس 2004         | 4 أبريل 1949       |
|             | يونسكو                                    | 14 أكتوبر 1991       | 4 نوفمبر 1946      |
|             | مجلس أوروبا                               | ?                    | 5 مايو 1949        |
|             | الاتحاد البريدي العالمي                   | ?                    | ?                  |
|             | البنك الدولي للإنشاء والتعمير             | 23 يونيو 1992        | 27 ديسمبر 1945     |
|             | اتفاقية السماوات المفتوحة                 | ?                    | ?                  |
|             | المنظمة الهيدروغرافية الدولية             | ?                    | ?                  |
|             | الاتحاد الدولي للاتصالات                  | 19 مايو 1922         | 1866               |
|             | مؤسسة التمويل الدولية                     | 9 أغسطس 1993         | 20 يوليو 1956      |
|             | المنظمة الأوروبية لسلامة الملاحة الجوية   | 2015                 | 1960               |
|             | المركز الدولي لتسوية المنازعات الاستشارية | 23 يوليو 1992        | 20 سبتمبر 1967     |
|             | مجموعة أستراليا                           | 2004                 | 1985               |
|             | مجموعة الموردين النوويين                  | ?                    | ?                  |

## وصلات خارجية
- موقع وزارة الخارجية الإستونية
- موقع وزارة الخارجية الفرنسية